# Nicola Ripa
Nicola Ripa (Porto Sant'Elpidio, 17 gennaio 1951) è un allenatore di calcio ed ex calciatore italiano, di ruolo centrocampista.

## Caratteristiche tecniche

### Giocatore
Era un'ala destra dalle grandi doti offensive.

## Carriera

### Giocatore
Cresciuto nella Sambenedettese, ebbe i trascorsi migliori della carriera nella società rossoblù con cui collezionò 196 presenze e 12 reti, diventando un'autentica bandiera negli anni d'oro della compagine marchigiana.
Ripa formò insieme a Valà, Castronaro, Chimenti, Simonato e Basilico un attacco ineguagliabile nella storia della Samb: quella squadra conquistò la promozione in Serie B al termine del campionato 1973-1974 con ben 9 punti di vantaggio sull'inseguitrice Rimini.
Nel 1976 passò al Foggia, in Serie A, dove giocò per tre stagioni di cui due nella massima categoria; l'esordio risale al 3 ottobre 1976, in Foggia-Inter (0-0). Tornò poi nuovamente a San Benedetto del Tronto nella stagione 1979-1980, per poi chiudere la carriera con Benevento e infine Giulianova.
In carriera ha collezionato complessivamente 29 presenze in Serie A, con una rete all'attivo (nella sconfitta esterna contro la Fiorentina nella stagione 1976-1977), e 114 presenze e 5 reti in Serie B.

## Palmarès

### Giocatore
- Campionato italiano Serie C: 1

Sambenedettese: 1973-1974 (girone B)